# Liste der Monuments historiques in Bresles
Die Liste der Monuments historiques in Bresles führt die Monuments historiques in der französischen Gemeinde Bresles auf.

## Liste der Bauwerke
| Bezeichnung                   | Beschreibung              | Standort | Kennzeichnung | Schutzstatus | Datum                                                    | Bild           |
| ----------------------------- | ------------------------- | -------- | ------------- | ------------ | -------------------------------------------------------- | -------------- |
| Kirche St-Gervais-St-Prothais | Erbaut im 11. Jahrhundert | (Lage)   | PA00114549    | Classé       | 1988 (Klassifikation aus dem Jahr 1986 wurde annulliert) | weitere Bilder |
| Schloss                       | Erbaut im 16. Jahrhundert | (Lage)   | PA00114548    | Inscrit      | 1986                                                     | weitere Bilder |

## Liste der Objekte

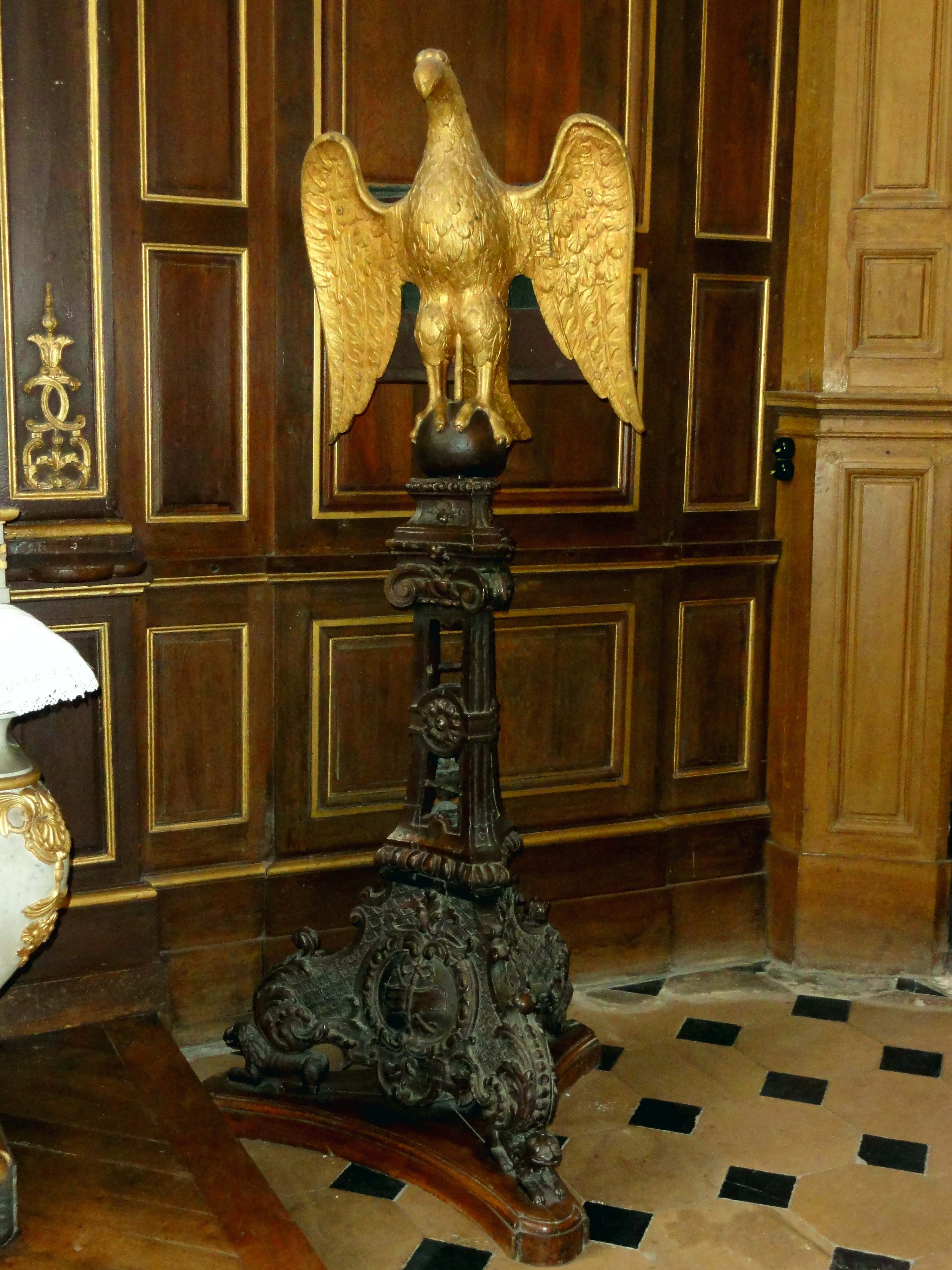
Adlerpult in der Kirche St-Gervais-St-Protais (18. Jahrhundert)

- Monuments historiques (Objekte) in Bresles in der Base Palissy des französischen Kultusministeriums